# Engern
Engern, Engria eller Angria var en historisk region i Nordtyskland. Sammen med Westfalen og Ostfalen var Engern én af de tre store provinser i stammehertugdømmet Sachsen. 

## Engerns udstrækning
Det tidligere Engern er i dag delt mellem og Bremen, Niedersachsen, mens mindre dele tilhører Nordrhein-Westfalen og Hessen. Desuden hører en meget lille del under Hamborg.
Det historiske Engern lå omkring floden Weser og havde Minden som hovedby.
52°11′N 9°06′Ø / 52.18°N 9.1°Ø